# 수근관 증후군
수근관 증후군(carpal tunnel syndrome, 약칭:CTS) 또는 손목터널증후군은 수근관에서 손목을 통과하는 정중신경이 눌리면서 생기는 질병이다. 주요 증상은 특정 손가락의 통증, 무감각, 저림이 있다. 또한 수근관 증후군은 주로 1, 2, 3번째 손가락에 통증이 나타난다. 이는 4, 5번째 손가락에 통증이 있는 주관증후군과 구분된다. 또한 증상은 일반적으로 점진적으로, 야간에 시작한다. 통증은 팔로 번질 수 있다.
악력이 약해지고 엄지손가락 밑 부분 근육의 쇠퇴가 시작될 수 있다.
수근관 증후군의 위험 요인으로는 비만, 반복적인 손목 작업, 임신, 류마티스 관절염 등이 있다. 갑상선 기능저하증이 위험을 증가시킨다는 잠정적인 증거가 있다. 당뇨는 CTS와 크게 연관되어 있지 않다. 피임약 사용은 위험에 영향을 미치지 않는다. 또한 관련 작업 유형에는 컴퓨터 작업, 진동 도구 작업, 강력한 그립이 필요한 작업이 포함된다. 징후, 증상 및 특정 물리적 테스트를 기준으로 진단을 하며, 전기 진단 테스트를 통해 확인할 수 있다. 엄지손가락의 밑부분에 근육의 위축이 있으면 진단이 가능하다.
신체적으로 활동적인 것은 CTS의 발전 위험을 줄일 수 있다. 증상은 손목 부목을 착용하거나 코르티코스테로이드 주사를 통해 개선될 수 있다. NSAIDs나 Gabapentin을 복용하는 것은 유용하지 않은 것 같다. 가로 수근 인대를 절단하는 수술은 안하는 것에 비해 1년에 더 좋은 결과를 얻음으로써 효과적이다. 수술 후 추가 부목을 할 필요가 없다. 증거는 자석 치료를 지원하지 않는다.
미국의 약 5%의 사람들이 손목터널증후군을 가지고 있다. 보통 성인기에 시작하며, 여성은 남성보다 더 일반적으로 영향을 받는다. 약 1년 동안 특정 치료 없이 최대 33%의 사람들이 개선될 수 있다. 손목터널증후군은 2차 세계대전 이후 처음으로 충분히 확인되었다.

## 저명한 사례
- 에든버러 공작 필립 - 엘리자베스 2세의 남편.[10]
- 마이크 던트 - 그린 데이 밴드의 기타 연주자.[11]

한편 수근관 증후군을 앓는 사람의 유전적 요인은 가장 중요한 요인으로 여겨지고 있다.  수근관 증후군의 게놈 전체 연관 연구 (GWAS)는 이전에 인간의 키와 관련이있는 것으로 알려진 여러 유전자 중심지(genomic loci)를 포함하여 질병과 유의하게 관련된 16개의 유전자 중심지가 확인됐다.

## 같이 보기
- 반복사용긴장성손상증후군
- 손목굴
- 정중신경